# Фишер, Джон (предприниматель)
Джон Фишер (родился 19 января 1972 года в Станфорде, штат Калифорния, США) — американский учёный, предприниматель Кремниевой долины, писатель и экономический аналитик.  Фишер является одним из основателей и главным исполнительным директором компании Bharosa, входящей в корпорацию Oracle, которая выпускает Oracle Adaptive Access Manager (программное обеспечение для борьбы с мошенничеством в электронном бизнесе). Фишер известен своими точными предсказаниями касательно экономики США, в частности прогнозами уровня безработицы.
Фишер исполняет обязанности адъюнкт-профессора в Университете Сан-Франциско (University of San Francisco), а его книга “Стратегическое предпринимательство: разрушение мифов начинающих бизнесменов” (Strategic Entrepreneurism: Shattering the Start-Up Entrepreneurial Myths) входит в список обязательной литературы для магистерских программ многих учебных заведений, в том числе школы бизнеса Хааса (Haas School of Business) при Калифорнийском университете в Беркли. Кроме того, книга вошла в тройку отобранных компанией Ohio Tech Angels для своего проекта, в рамках которого изучается наука определения лучшего времени и стратегии продаж готовых компаний, в частности финансируемых инвесторами Ohio Tech Angels.

## Ранние годы и образование
Фишер появился на свет в больнице Станфорда. Он родился в семье университетских профессоров Джеральда и Аниты Фишер, окончил школы Nueva School и Crystal Springs Uplands School, учился в Колледже Вассар (Vassar College), а после окончил Университет Сан-Франциско (University of San Francisco). В 2002 году Фишер женился на Дарле Кинхелой Фишер, владелице магазинов одежды Koze. В 2010 году у них родилась дочь.

## Предпринимательская деятельность
В 1994 Фишер стал соучредителем и главным исполнительным директором компании AutoReach, известной сегодня как AutoNation. С 1998 года его компания NetClerk занималась онлайн-разрешениями на строительство. В 2002 году активы NetClerk были проданы компании BidClerk. После банкротства NetClerk Фишер решил объединить усилия со звездами документального фильма «Стартап.ком» (Startup.com), в число которых входил Калейл Исаза Тазман (Kaleil Isaza Tuzman). Вместе они помогали предпринимателям проводить реструктуризацию и сворачивать компании. В 2004 году Фишер стал одним из основателей и главным исполнительным директором компании Bharosa, которую в 2007 году приобрела корпорация Oracle. 20 июля 2010 года он был назначен главным исполнительным директором Predilect, новой компании, работающей в сфере онлайн-безопасности. В результате изменений, произошедших в технологиях и бизнес-модели Predilect, 17 ноября 2010 года Фишер стал главным исполнительным директором CrowdOptic. Обозреватель журнала Wired («Подключенный») Брюс Стерлинг написал об CrowdOptic следующее: «Ни в одном художественном или нехудожественном произведении я не сталкивался даже с мыслью о том, что такие технологии возможны».
Фишер регулярно выступает на университетских и технологических форумах.

## Точные прогнозы
В 2008 году Фишер выступал в Университете Маркетт, где назвал снижение темпов строительства нового жилья верным индикатором грядущего роста безработицы. Позже он писал: “В США исторически сложилось, что, когда резко падают объёмы строительства нового жилья, на следующий же год нас накрывает волна безработицы”.  То есть он верит в прямую зависимость между объёмами национального строительства и национальным уровнем безработицы в период суровой рецессии. В апреле 2008 года в Университете Маркетт Фишер сделал один из самых точных прогнозов уровня безработицы в истории США. Он предсказал её рост на 9 % к апрелю 2009 года.
В августе 2009 года в калифорнийском клубе Содружества (Commonwealth Club of California) Фишер спрогнозировал достижение максимального показателя уровня безработицы в 10,4 %, прежде чем произойдет спад до 8,0 % к концу 2010 года. Фишер утверждает, что центром экономики США, как и зарубежных экономик, может стать домашнее хозяйство потребителя. Тем самым он вступает в полемику с Томасом Фридманом и его книгой “Плоский мир”. Фишер откровенно критиковал план министерства финансов по спасению экономики и говорил: “Деловому миру хорошо известны многочисленные способы реструктуризации, но наше правительство не использует ни один из них”. Однако он же писал, что “не следует использовать предпринимательство для удара по страховочной сетке”.
В интервью IE Radio в марте 2010 года Фишер верно предсказал время, когда долг США достигнет предельного уровня в 2011 году.

## Патенты
Фишер является соизобретателем по 4 действующим патентам и 14 заявкам на патент: 7,908,645, 7,822,990, 7,616,764 и 7,596,701. Патенты связаны с кодированием и безопасностью онлайн информации, а также мобильными сервисами.

## Награды
- премия “American City Business Journals” “Сорок до сорока” (2006)[27]
- премия “Ernst & Young” “Предприниматель года” в категории “Открытие года” (2007)[28]

## Благотворительность
Фишер служил попечителем при Nueva School в Хиллсборо штата Калифорния и был участником кампании по привлечению средств в 2008 году. Он работал попечителем Тихоокеанской организации по исследованию сосудистых заболеваний в Южном Сан-Франциско (Pacific Vascular Research Foundation in South San Francisco), а также в правлении Бакского института исследования процесса старения (Buck Institute For Age Research).